# Veneno (miniserie televisiva)
Veneno, nota anche come Veneno: Vida y Muerte de un Icono, è una miniserie televisiva spagnola del 2020 creata da Javier Ambrossi e Javier Calvo e trasmessa su Atresplayer Premium dal 29 marzo al 25 ottobre 2020. La serie, che racconta la vita e la morte della cantante e personalità televisiva transgender spagnola Cristina Ortiz Rodríguez, meglio conosciuta con il soprannome di La Veneno, si basa sulla biografia ¡Digo! Ni puta ni santa. Las memorias de La Veneno di Valeria Vegas.
L'uscita dell'intera stagione era prevista per il 29 marzo 2020 sulla piattaforma di streaming in abbonamento Atresplayer Premium ma, a causa della pandemia di COVID-19, la produzione e la post-produzione non sono state completate. Pertanto, solo il primo degli otto episodi è andato in onda in quella data. Il secondo episodio è andato in onda il 28 giugno 2020. Il terzo episodio è andato in onda il 20 settembre 2020 e il resto degli episodi è stato rilasciato su base settimanale. La colonna sonora della serie, che include cover di Amaia, Álex de Lucas e Jedet, nonché la canzone originale "Nunca Debiste Cruzar el Mississippi" di Leiva, è stata pubblicata su piattaforme digitali il 29 ottobre.
Veneno è stata presentata in anteprima internazionale su HBO Max a partire dal 19 novembre 2020.

## Trama
La miniserie si concentra sulla vita e la morte di una delle icone LGBT più importanti ed amate in Spagna, Cristina Ortiz Rodríguez, meglio conosciuta come La Veneno. Nonostante sia conosciuta per il suo carisma e una personalità divertente, la vita e la morte di La Veneno rimangono un enigma. Questa storia racconta le esperienze di una donna transgender in difficoltà, che ha raggiunto la fama con le apparizioni televisive negli anni '90 e ha conquistato il pubblico con una visione unica del mondo. Nel corso della sua vita, la storia LGBT in Spagna è narrata dagli anni '60 ai giorni nostri.
La serie segue la storia di Valeria Vegas, una studentessa di giornalismo che non ha mai capito perché la gente la chiamasse con un nome che non era il suo, la stessa cosa che è successa a Cristina, ormai erroneamente chiamata "Joselito" e lo stesso che aveva loro hanno sopravvivere a un'infanzia crudele e violenta sotto la Spagna degli anni '60. Due donne nate in tempi molto diversi ma che finiscono per unirsi per sempre quando Valeria decide di scrivere un libro sulla vita dell'iconica Cristina, La Veneno. La serie parla anche dell'importanza e della rilevanza dei mass media, di come possono divulgare o emarginare in un solo secondo.

## Puntate
| nº | Titolo                               | Prima TV          |
| -- | ------------------------------------ | ----------------- |
| 1  | La noche que cruzamos el Mississippi | 29 marzo 2020     |
| 2  | Un viaje en el tiempo                | 28 giugno 2020    |
| 3  | Acaríciame                           | 20 settembre 2020 |
| 4  | La maldición de las Onassis          | 27 settembre 2020 |
| 5  | Cristina a través del espejo         | 4 ottobre 2020    |
| 6  | Una de las nuestras                  | 11 ottobre 2020   |
| 7  | Fue más o menos así                  | 18 ottobre 2020   |
| 8  | Los tres entierros de Cristina Ortiz | 25 ottobre 2020   |

## Produzione
Nel maggio 2019 è stato annunciato che Javier Calvo e Javier Ambrossi erano in trattative per produrre, scrivere e dirigere un film biografico sulla vita del personaggio televisivo transgender spagnolo "La Veneno" per Atresmedia. Nel novembre 2019 il cast è stato confermato, con Jedet, Daniela Santiago e Isabel Torres selezionati per interpretare il personaggio principale, Cristina Ortiz, nella serie. La selezione è stata accolta molto bene dal pubblico in generale che ha ringraziato il duo per aver scelto tre vere donne transgender per interpretare una donna transgender. Le riprese sono iniziate il 16 dicembre a Isleta del Moro, un piccolo paese della provincia di Almería. La produzione successivamente è proseguita ad Adra, Valencia e la Comunità di Madrid (con particolare attenzione a Casa de Campo) e doveva durare quattro mesi, fino a marzo 2020. La produzione è stata interrotta all'inizio di marzo a causa del lockdown nazionale in Spagna, decretato il 14 marzo a causa dalla pandemia di COVID-19.

## Distribuzione ed accoglienza
Dall'uscita del primo episodio della serie, il 29 marzo 2020, il numero di abbonati ad Atresplayer Premium è cresciuto del 42%, raggiungendo i 3,3 milioni di abbonati. Veneno ha avuto il miglior debutto di una serie nella storia della piattaforma ed è diventato il programma più visto su Atresplayer Premium essendo 10 volte più visto di qualsiasi altro programma fino ad oggi
. Il secondo episodio della serie è andato in onda il 28 giugno, per celebrare il cancellato Pride Day. Il 12 agosto, Atresmedia ha annunciato che il terzo episodio sarebbe stato disponibile sulla loro piattaforma il 20 settembre. Da allora, ogni domenica è stato lanciato un nuovo episodio, che ha segnato la fine della serie il 25 ottobre 2020. I primi tre episodi sono stati proiettati a più di 200 cinema spagnoli il 17 settembre
. In occasione del lancio dell'ultimo episodio sulla piattaforma di streaming, i primi due episodi sono andati in onda sul canale in chiaro Antena 3 il 25 ottobre 
2020. Sono stati lo spettacolo più visto della giornata in Spagna, con oltre 2,5 milioni di telespettatori per il primo episodio.
Nel luglio 2020, HBO Max ha acquisito i diritti di streaming della serie per gli Stati Uniti e l'America Latina. La serie è stata presentata in anteprima su HBO Max il 19 novembre 2020.

### Critica
Veneno ha ricevuto il plauso della critica al momento del rilascio. Diversi critici hanno definito la serie "da vedere", "una storia commovente e complessa all'interno di una finzione brillante, emotiva e necessaria", "una proposta interessante e rischiosa sull'icona spagnola" e "un'opera d'arte".

## Riconoscimenti
- 2020 - Iris Award
  - Premio della Critica[22]
  - Candidatura per la Miglior regia a Javier Calvo e Javier Ambrossi[23]
- 2020 - Premio Ondas[24]
  - Miglior interpretazione femminile in una fiction a Daniela Santiago, Isabel Torres e Jedet
- 2020 - MIPCOM Diversity TV Excellence Awards[25]
  - Candidatura Diversity TV Excellence Award
- 2020 - FanCineGay Awards[26]
  - FanCineGay Awards
- 2020 - FICAL Awards[27]
  - Filming Almería Award
- 2020 - HOY Magazine Awards[28]
  - Miglior serie dell'anno
  - Miglior attrice dell'anno
  - Candidatura come Promessa dell'anno
- 2021 - Forqué Awards[29]
  - Candidatura per la Miglior serie
  - Candidatura per la Miglior attrice in una serie TV a Daniela Santiago
- 2021 - Feroz Awards[30]
  - Candidatura per la Miglior serie drammatica
  - Candidatura per la Miglior attrice in una serie TV a Daniela Santiago
  - Candidatura per la Miglior attrice non protagonista in una serie TV a Paca la Piraña
- 2021 - MiM Series Awards[31]
  - Candidatura per la Miglior regia
  - Candidatura per la Miglior serie drammatica
- 2021 - GLAAD Media Awards[32][33]
  - Eccezionale serie televisiva in lingua spagnola
- 2021 - Diversa Awards[34]
  - Diversa TV
- 2021 - Iris Awards[35]
  - Candidatura per la Miglior Fiction